# مارینا سن خوزه
مارینا سن خوزه (انگلیسی: Marina San José؛ زادهٔ ۱۶ سپتامبر ۱۹۸۳) بازیگر اهل اسپانیا است. وی از سال ۱۹۹۹ میلادی تاکنون مشغول فعالیت بوده است. از فیلم‌ها یا برنامه‌های تلویزیونی که وی در آن نقش داشته است می‌توان به شراب کهنه اشاره کرد.

## فیلم‌شناسی

### تلویزیون
| سال       | عنوان                          | نقش          | یادداشت | منبع  |
| --------- | ------------------------------ | ------------ | ------- | ----- |
| ۲۰۰۸–۲۰۱۲ | دوست داشتن در زمان‌های پر دردسر | آنا ریواس    |         | [ ۴ ] |
| ۲۰۱۲      | دردسر قریب‌الوقوع               | الخاندرا     | کامئو   | [ ۵ ] |
| ۲۰۱۳      | شراب کهنه                      | آینهوآ       |         | [ ۶ ] |
| ۲۰۱۹      | ۴۵ انقلاب (۴۵ دور در دقیقه)    | آنجلس آکوستا |         | [ ۷ ] |

### سینما
| سال  | عنوان           | نقش    | یادداشت     | منبع  |
| ---- | --------------- | ------ | ----------- | ----- |
| ۱۹۹۹ | بین پاهای تو    |        | نقش کم‌اهمیت | [ ۸ ] |
| ۲۰۱۵ | دختر دختر می‌شود | بلانکا |             | [ ۹ ] |